# رائحة الروح (مسلسل)
رائحة الروح مسلسل درامي سوري من بطولة وائل شرف وفراس إبراهيم ورنا أبيض، وتأليف أيهم عرسان وإخراج المخرجة سهير سرميني. يحكي المسلسل قصة فتاة تدعى "غادة" (رنا أبيض) تتزوج من رجل ذي سلطة ونفوذ جامد العواطف والمشاعر، مما يدفعها للبحث عن العاطفة مع رجل آخر، وتتصاعد الأحداث حول مسار الشك وكشف الخيانة والانتقام.

## الممثلون
- وائل شرف، بدور إبراهيم.
- فراس إبراهيم، بدور صباح.
- رنا أبيض، بدور غادة.
- سليم صبري، بدور أبو نادر.
- نجاح سفكوني، بدور أبو صافي.
- سلمى المصري، بدور أم صافي.
- وائل أبو غزالة، بدور نادر.
- جوان الخضر، بدور جواد.
- وفاء موصللي، بدور وارفة.
- محمد قنوع، بدور سعيد.
- علي بوشناق، بدور صافي.
- بشار إسماعيل، بدور أبو حسين.
- رشا إبراهيم، بدور راما.
- زهير درويش، بدور جاك.
- تيسير إدريس، بدور أبو جواد.
- غادة بشور، بدور أم جواد.
- محسن غازي، بدور زهير.
- ريم عبدالعزيز، بدور أم حسين.